# Žatecká brána (Louny)
Žatecká brána je součást lounského opevnění, které je kulturní památkou. Podle latinského nápisu na průčelí byla postavena v roce 1500 v rámci rekonstrukce celého hradebního systému. Původně tvořila barbakán vlastní středověké Žatecké brány, která byla zbořena v 18. nebo 19. století.

## Historie

Výřez z Willenbergovy veduty Loun z roku 1602. Č. 14 označuje dnešní Žateckou bránu, tehdejší barbakán, za ní stojí středověká věž Žatecké brány

Současně se založením Loun počátkem 2. poloviny 13. století začala vznikat jeho fortifikace. Do městského jádra se vstupovalo dvěma branami: Na západě Žateckou, na východě Pražskou. Zatímco Pražská brána se nedochovala, ze Žatecké zbyl barbakán, který po zboření vlastní středověké Žatecké brány převzal její jméno.
Původní Žatecká brána stála v dnešní Žatecké ulici, přibližně na rozhraní domů čp. 10 a 11. Její částečná podoba se dochovala jen na dvou vedutách slezského grafika a kreslíře Jana Willenberga a snad i na oslavném tisku k narození arcivévody Josefa, budoucího císaře Josefa I. z roku 1678. Willenbergova starší veduta s celkovým pohledem na město vyšla v roce 1602 v Diadochu Bartoloměje Paprockého. Na pohledu od severu stojí vpředu barbakán se střechou doplněnou vížkami, z věže Žatecké brány je vidět jen dlátková střecha. Oba objekty jsou spojené hradbou s podsebitím. Roku 1604 vyšel v Plzni kalendář, kde je Lounům přiřazena senoseč. Brána stojí mezi kostelem sv. Mikuláše a barbakánem. Je to hranolová věž s dlátkovou střechou, kterou od tělesa brány odděluje korunní římsa. Na jižní fasádě je naznačeno okno. Pohled je veden od jihozápadu. Objekt mezi kostelní věží a barbakánem na tisku z roku 1678 může středověkou Žateckou bránu znázorňovat (poloha, dlátková střecha), ale také nemusí.

Rok zboření Žatecké brány se zatím nepodařilo zjistit. 

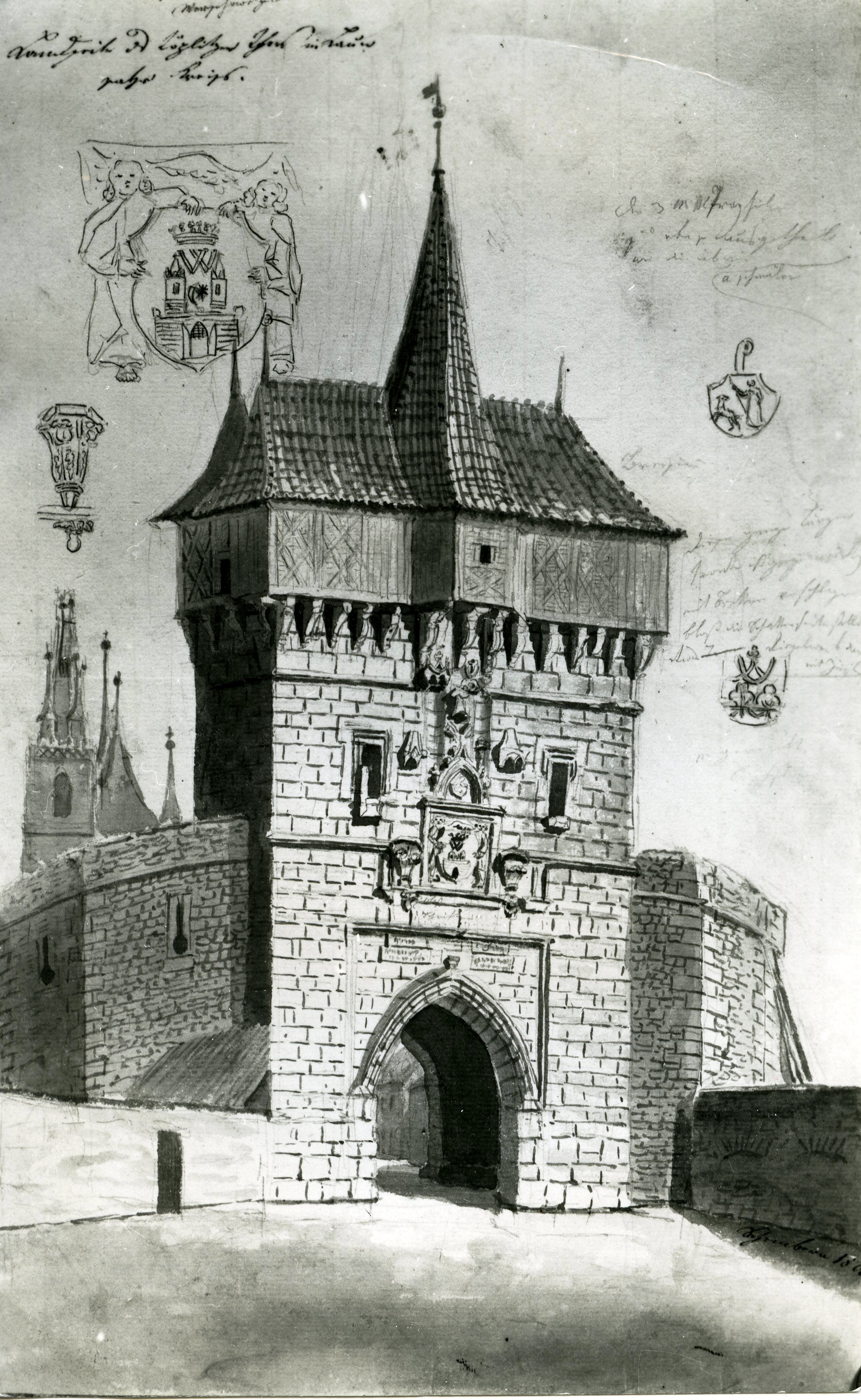
Žatecká brána na Šemberově kresbě z roku 1822

 Je možné, že se odpověď na tuto otázku ukrývá v účetních písemnostech Loun z období cca 1750–1820, které zatím nebyly podrobeny studiu. Termín post quem je rok 1744, kdy je na schematickém plánu města ještě brána zaznamenána. Naopak k její demolici muselo dojít před rokem 1822, kdy barbakán, už s názvem Žatecká brána, nakreslil Josef Šembera. Z roku 1833 pochází vyobrazení slavobrány při příležitosti návštěvy Františka I. s chotí před západním vjezdem do města. Z obou obrázků je zřejmé, že za barbakánem už žádná věž nestojí.
Údaje v lounských účetních knihách naznačují, že již v polovině 15. století se Žatecká brána skládala nejméně ze dvou objektů. V dubnu 1463 platilo město za opravu "věže řečené Srub stojící za Žateckou branou". Prostor před branou vyplňoval příkop překlenutý kamenným mostem. Ten je poprvé doložený v roce 1470, kdy se nově dláždil. Na mostě stály krámky řemeslníků, nejčastěji zámečníků, kterým je město pronajímalo. Nejpozději od roku 1500 se komplex Žatecké brány skládal ze tří objektů. Tehdy byl postavený nový barbakán, dnešní Žatecká brána, za ním stála středověká věž a ještě za ní další menší branka, zřejmě zmíněný Srub. Jednoznačně to dokládá zápis z roku 1606, kdy se zhotovovaly klíče "k bráně prostřední Žatecký".

Stávající Žatecká brána byla postavena v rámci rekonstrukce lounské fortifikace a výstavby vnějšího hradebního okruhu v roce 1500. Na Willenbergově vedutě je patrný mohutný val, který se před ní rozkládal a odděloval vnitřní město od Žateckého předměstí. Nejpozději v roce 1600 byl val napuštěný vodou. Vodní plocha se nazývala buď "louže" nebo "rybníček" a lovily se v ní ryby. Proti bráně, za valem, stála věž s podsebitím, součást opevnění Žateckého předměstí.

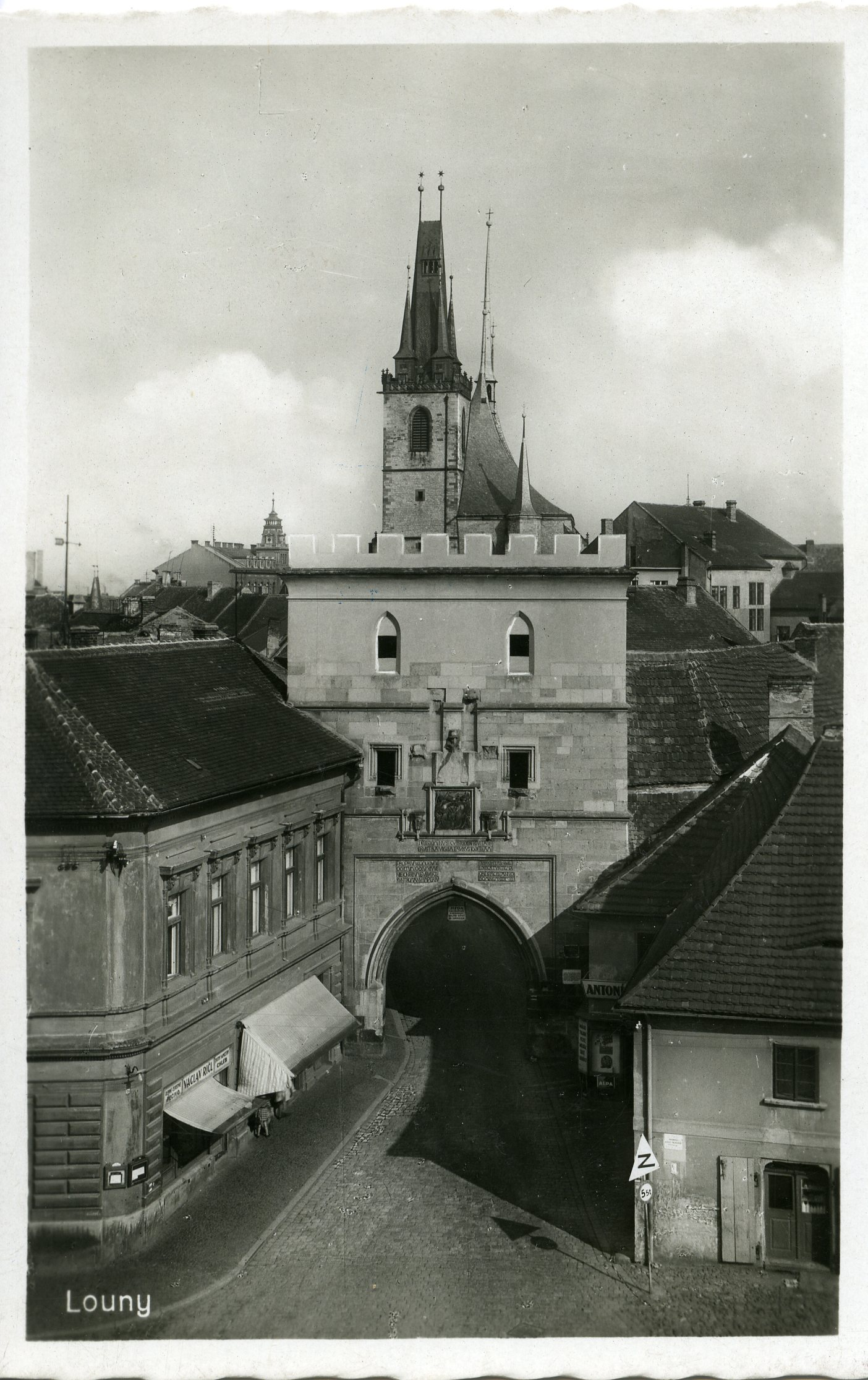
Žatecká brána kolem roku 1930 – Chládkova úprava

Spíše než obrannou plnila brána funkci reprezentativní, jak dokládá její výtvarný program na západní fasádě. Půdorysem 10,5 x 2,7 metru se objekt blíží typu nazývanému kulisová brána. Profilovaný portál Žatecké brány je široký 450 centimetrů a zakončený je lomeným obloukem. Po obou jeho stranách jsou umístěné nápisové desky, nad římsou, která portál rámuje, pak další nápis. Všechny tři jsou latinské. Jejich překlad je následující: "Kdyby Bůh nehlídal obec, marně by bděl ten, kdo by se o to pokoušel". Další zní: "Prospěchářství, tajná zášť a mladická nerozvážnost rozvrátily Říši římskou." Třetí pak: "Ó, šťastná obec, která se staví v dobách míru." Tento poslední zápis je zakončený datací: ANNO DOMINI MCCCCC. Průčelí je členěno dvěma kordonovými římsami. Uprostřed spodní z nich je umístěný městský znak v kolčím štítu, držený z každé strany andělem. Nad štítek umístili kameníci písmeno W, symbolizující v době stavby brány panujícího Vladislava Jagellonského. 

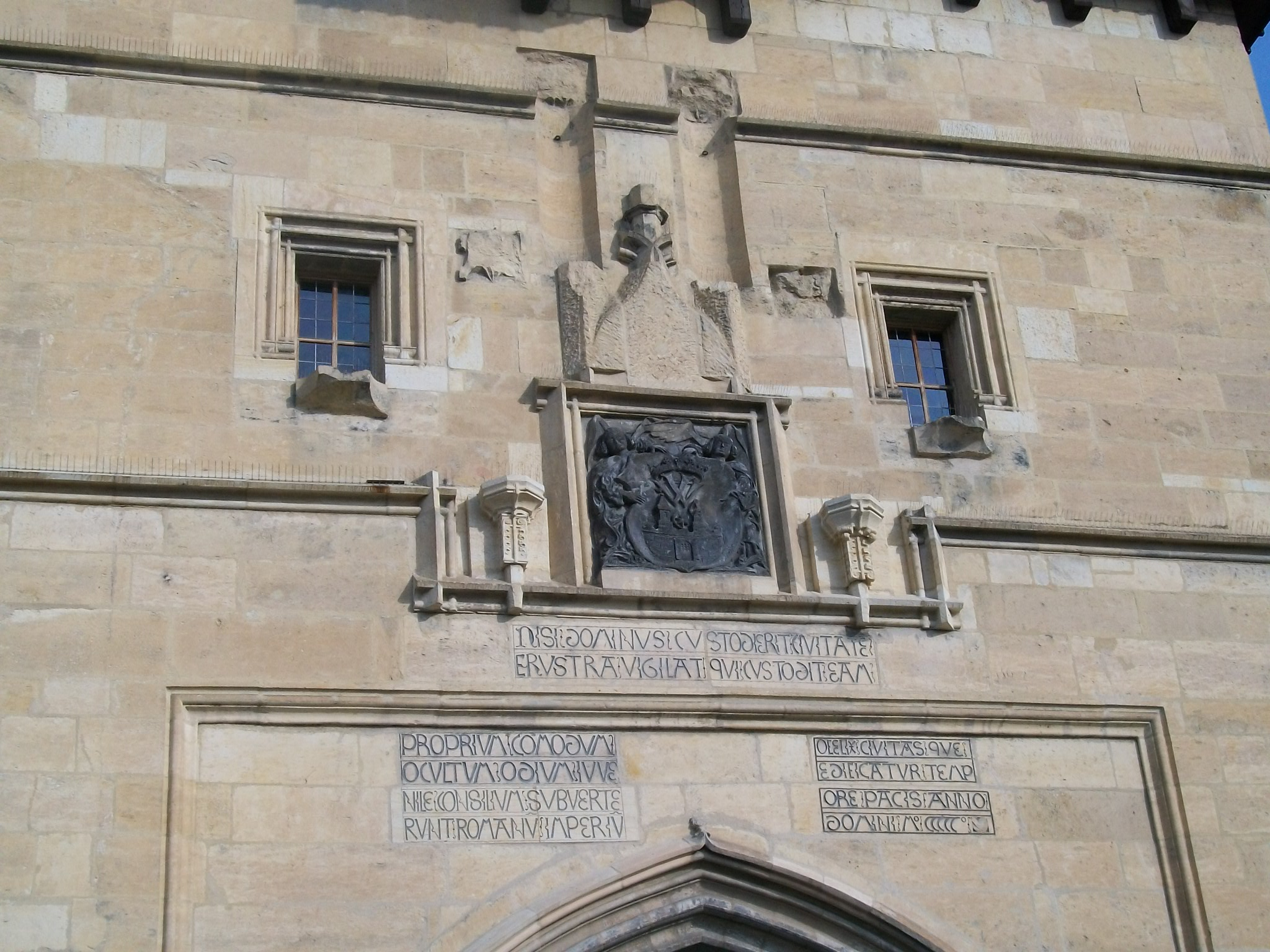
Detail výzdoby na průčelí Žatecké brány

 Po stranách znaku vystupují konzoly, na nichž stály už nedochované plastiky. Další dvě sochy stávaly v nikách po stranách vimperku. Ještě v 80. letech 18. století byla součástí výzdoby brány plastika svaté Markéty se svým atributem – drakem. Postava Markéty odkazovala na každoroční slavnosti, které se v Lounech odehrávaly v 16. století. Postupem času se ale ve všeobecném povědomí světice transformovala v plačící světskou dívku a drak v krokodýla, jak ukazuje mědiryt Gabriela Bodenehra z roku 1638.
V prvním patře brány je úzká chodba osvětlená dvěma okénky, přístupná z krytého ochozu hradeb portálkem s lomeným obloukem. Nad tímto podlažím se původně nacházelo ještě jedno hrázděné patro, na něž byla nasazena jehlancová střecha s věžičkami. Podle Willenberga měl hlavní krov střechy tvar vysokého jehlance s makovicí. Střechu kolem dokola obtáčely, především jako zdobný prvek, dřevěné či hrázděné věžičky. V této podobě zřejmě brána přežila třicetiletou válku. Někdy v 17. nebo 18. století byla střecha brány přestavěna a dostala tvar, zachycený na pohledech Josefa Šembery (1822) a Wilhelma Kandlera (1839). V roce 1842 byla horní část brány přestavěna. Autorem projektu byl městský stavitel Emilián Chládek. Ten – v souladu s dobovým estetickým cítěním – nahradil střechu, která je známa ze Šemberova a Kandlerova vyobrazení, kamenným novogotickým cimbuřím. Druhé patro, v pozměněné podobě se dvěma lomenými okénky, na bráně ponechal.

## Rekonstrukce v roce 1996
V roce 1996 proběhla zatím poslední změna zastřešení brány, která mezi památkáři vyvolala diskuze. Vladislav Razím považoval tuto rekonstrukci za velmi problematickou. Poukázal na to, že při stanovení podoby střechy brány došlo k chybné identifikaci objektů na Willenbergově vedutě. Autoři projektu považovali věž označenou číslem 14 za původní středověkou Žateckou bránu a baštu s jehlancovou střechou v jejím těsném severním sousedství za barbakán. Ve skutečnosti označuje č. 14 barbakán a vlastní brána s dlátkovou střechou stojí za ní. Žatecká brána tak v roce 1996 nedostala svou renesanční podobu, nýbrž podobu své sousední bašty. Tou se inspirovali i autoři rekonstrukce střechy Žatecké brány po třicetileté válce. Razím kromě toho kritizoval, že při rekonstrukci v roce 1996 byla ubourána u část zdiva z roku 1500. Kromě toho měla podle něj samotná Chládkova úprava svou památkovou hodnotu. S Razímovým názorem polemizoval Dobroslav Líbal, naopak ho podpořil Bohumír Roedl. Karel Kuča označil rekonstrukci brány za "tvrdě puristickou".

## Galerie

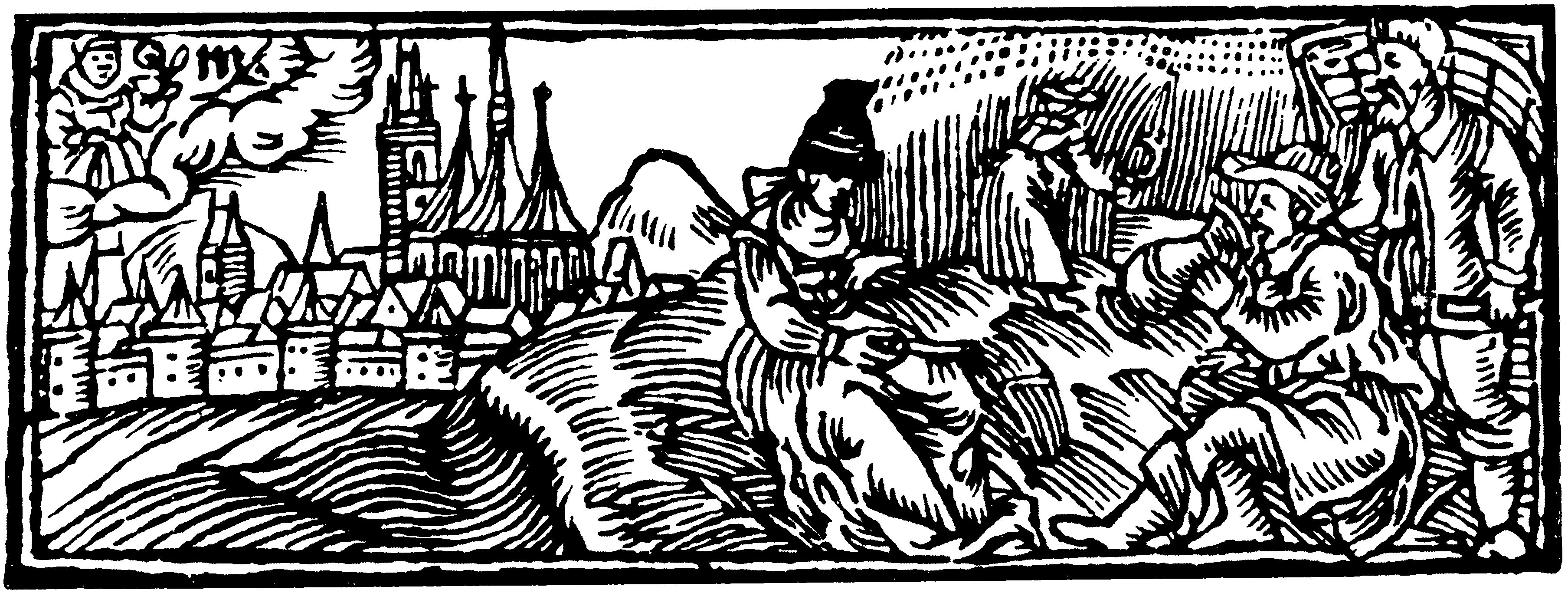
Louny na Willenbergově kalendáři z roku 1607. Vysoká věž je středověká Žatecká brána, před ní barbakán
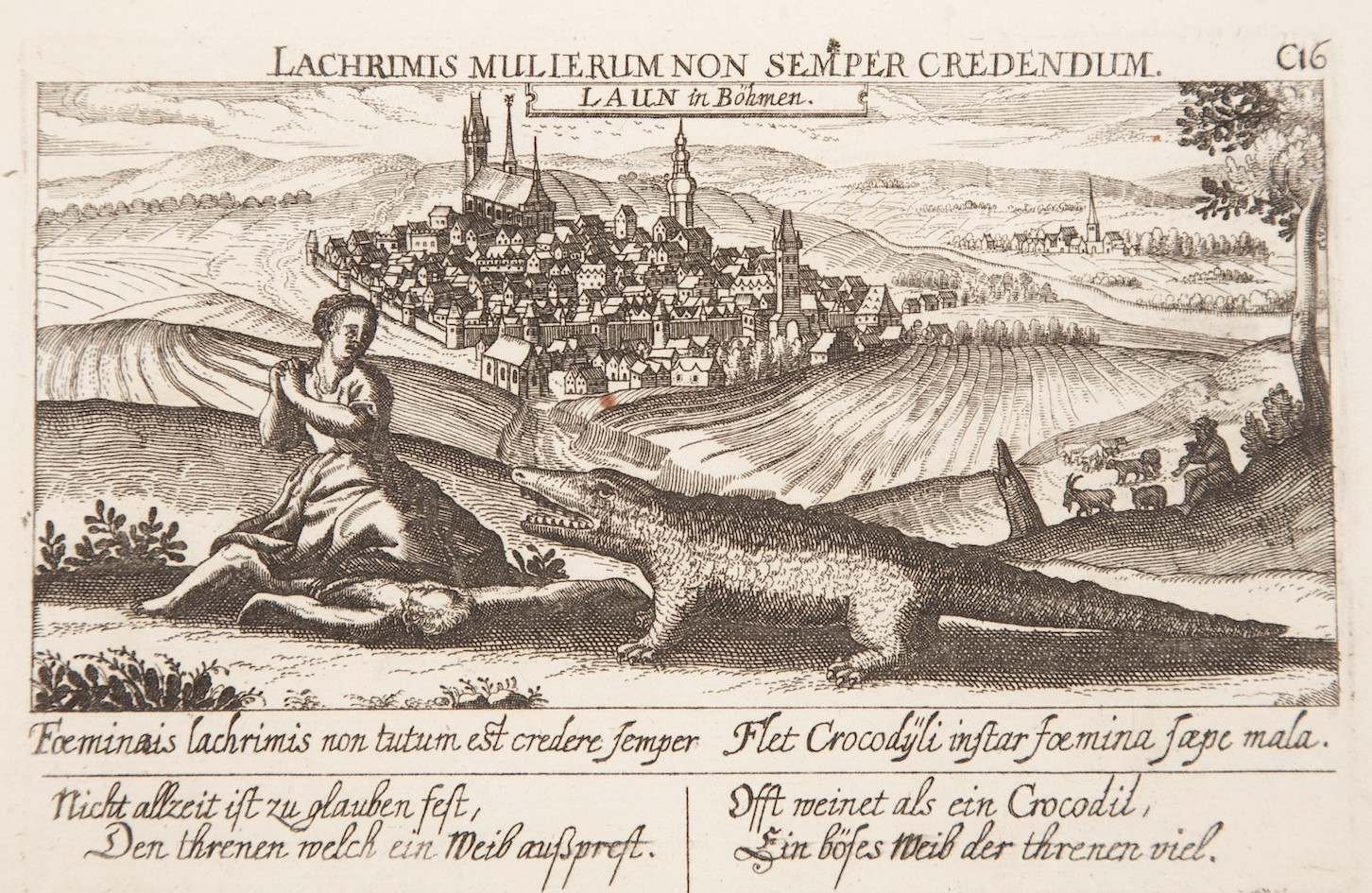
Bodenehrova veduta Loun z roku 1638 s plačící dívkou a krokodýlem
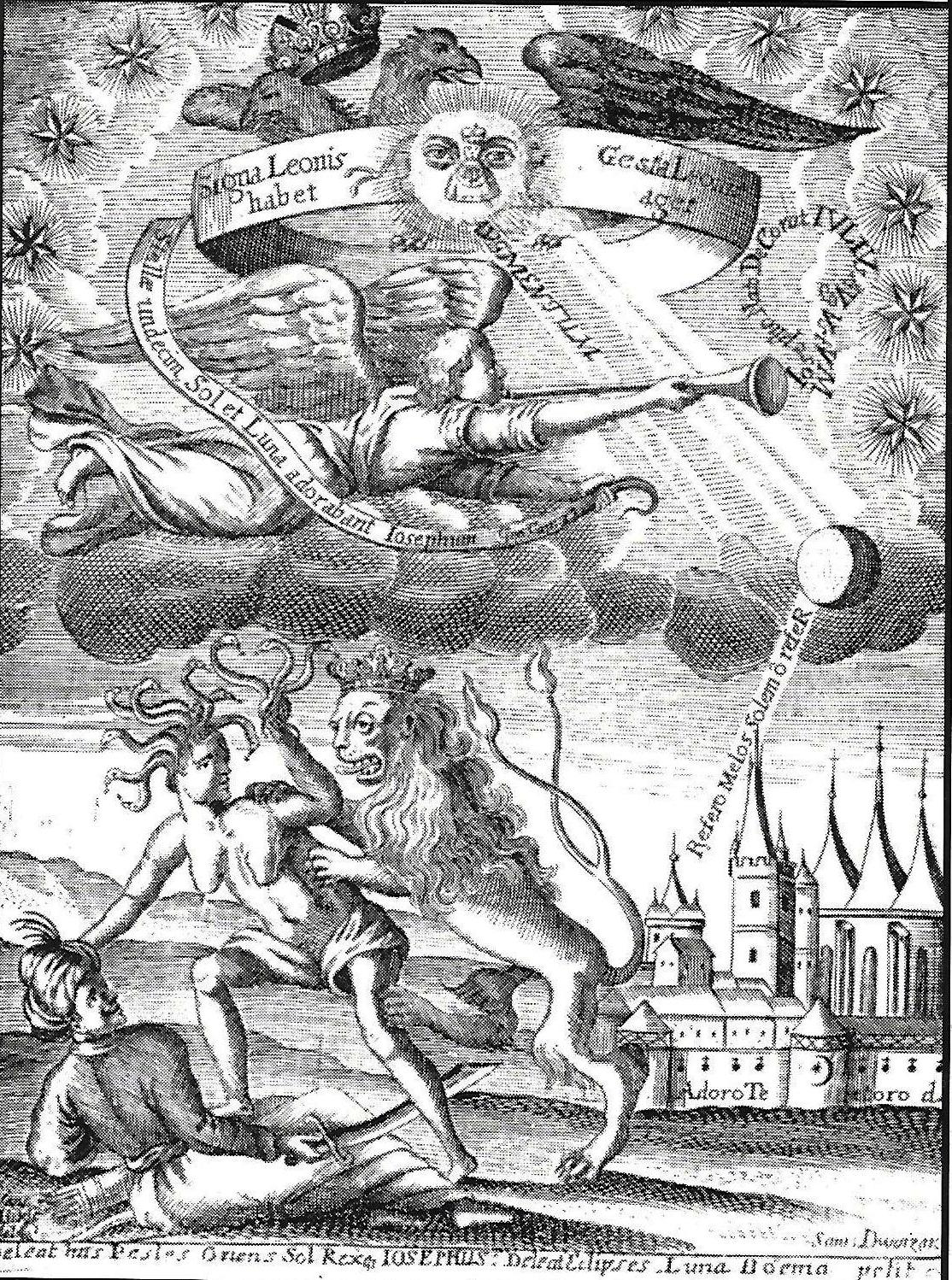
Oslavný tisk z roku 1678. Mezi věží kostela a barbakánem snad středověká Žatecká brána
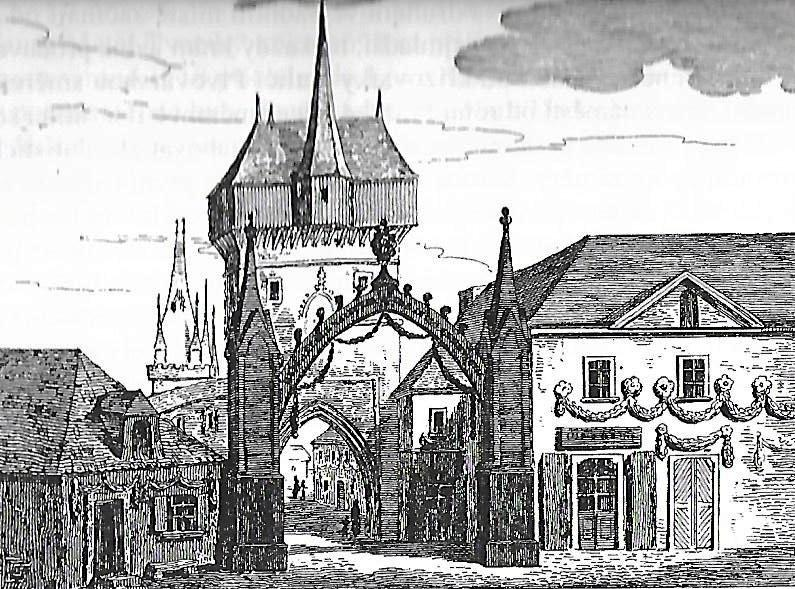
Slavobrána pro císaře Františka I. z roku 1833
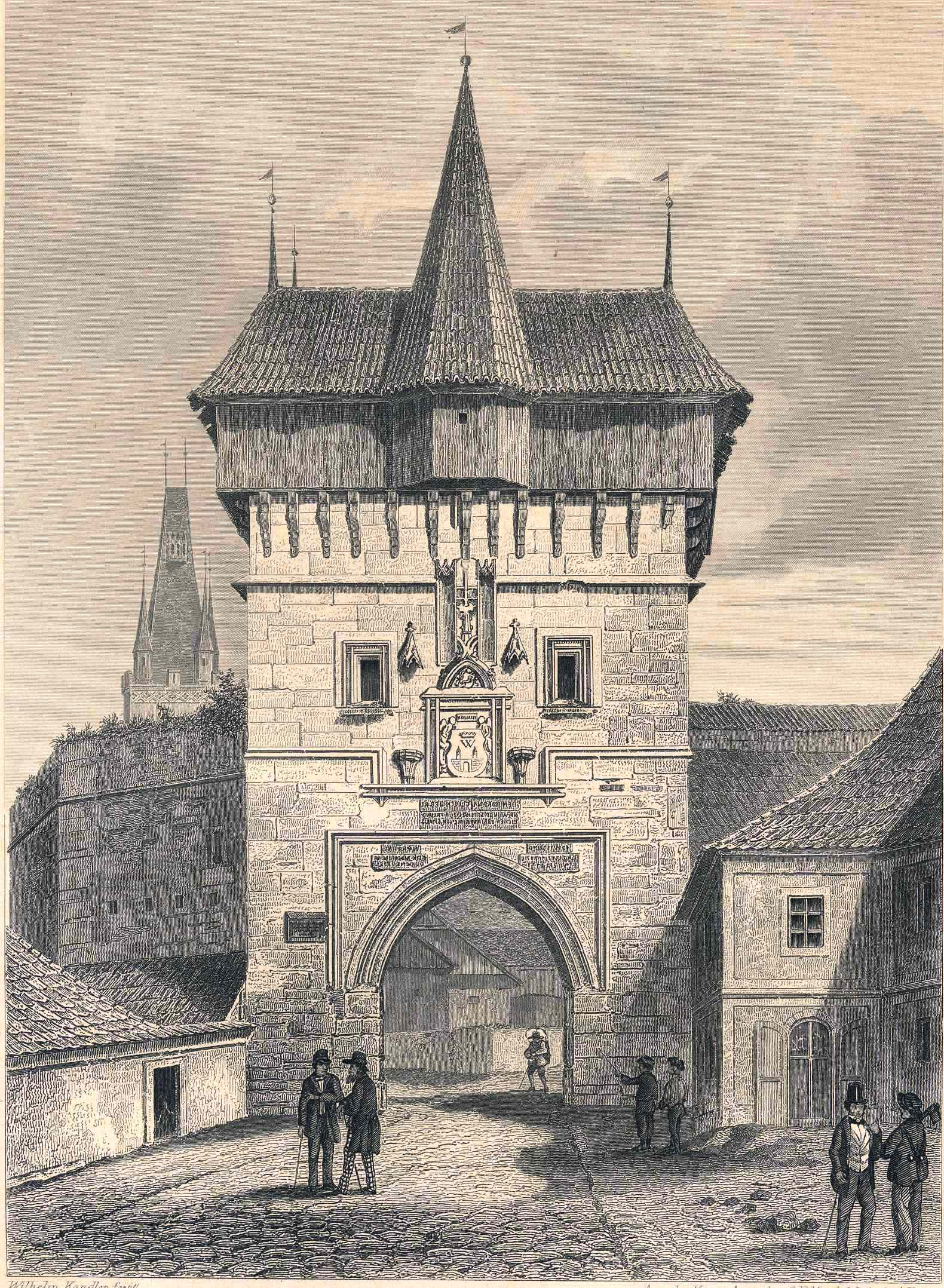
Brána na Kandlerově mědirytině z roku 1839
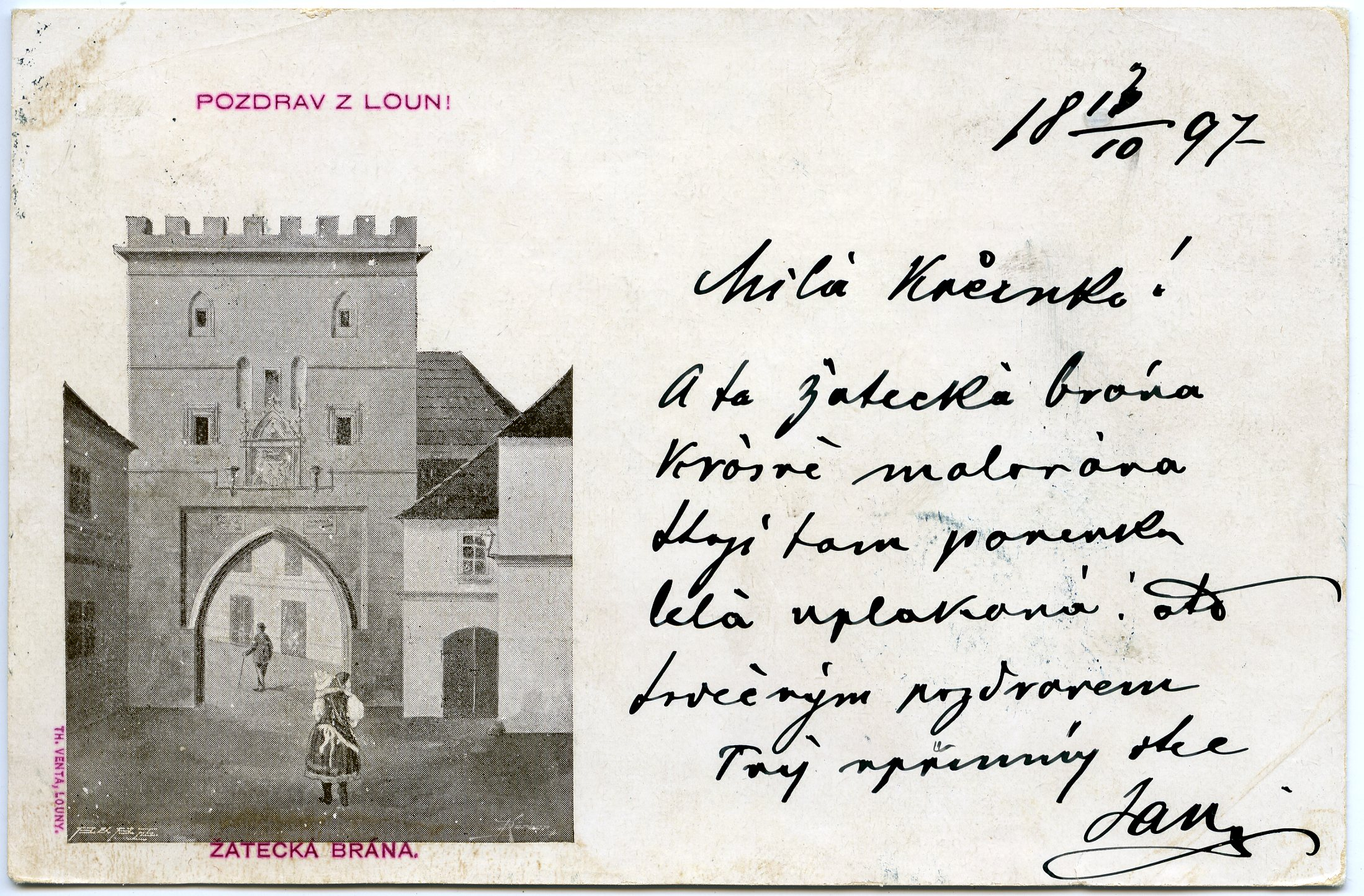
Pohlednice z roku 1897 s textem popěvku o bráně
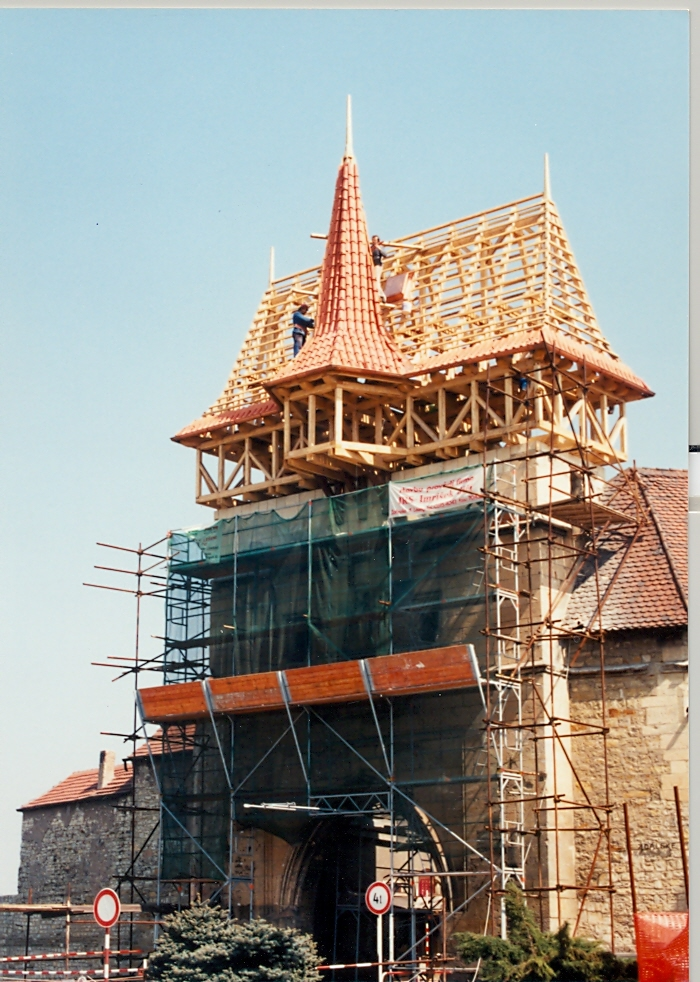
Rekonstrukce brány v roce 1996
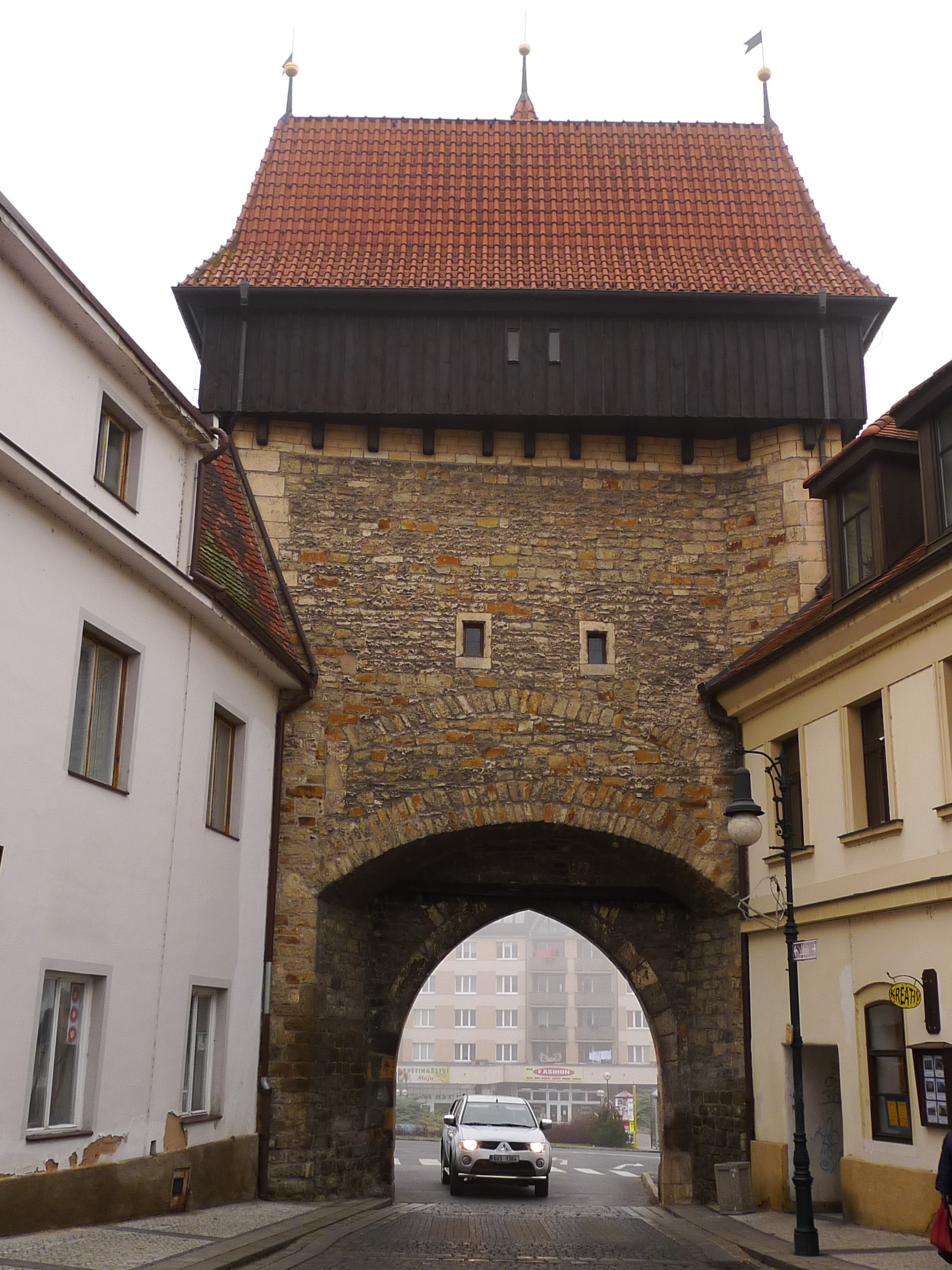
Vnitřní fasáda brány